# Клеопатра IV
Клеопатра IV (грч: Κλεοπάτρα Δ', убијена 112. п. н. е.) била је краљица хеленистичког Египта из династије Птолемејида. Египтом је кратко владала 116.-115. п. н. е. као савладарка супруга Птолемеја IX Латира, а касније је постала супруга селеукидског краља Антиоха IX Кизичког.
Била је ћерка Птолемеја VIII Фискона и Клеопатре III, а за рођеног брата Птолемеја IX Латира се удала 116. п. н. е. када је почела да влада као његова савладарка. Савладарство је потрајало свега неколико месеци пошто се, под мајчиним притиском, Птолемеј Латир растао од Клеопатре и оженио млађом сестром Клеопатром Селеном I.
Клеопатра IV се потом повукла на Кипар којим је у то време управљао њен брат Птолемеј X Александар I. Успела је да на своју страну привуче војску Птолемеја Александра и затим је понудила брак Антиоху IX Кизичком из династије Селеукида. Антиох IX је прихватио брачну понуду пошто му је Клеопатра обећала војску са Кипра као мираз. Затим се пребацила у Сирију и удала за Антиоха Кизичког. Након тога Антиох је невестину војску употребио у грађанском рату против брата Антиоха VIII Грипа. Поход је био успешан и Клеопатра је са својим супругом заузела Антиохију. Међутим, већ 112. п. н. е. Антиохију је поново освојио Антиох Грип. Клеопатра IV је потражила прибежиште у једном од градских храмова, али је извучена одатле и ухапшена. Антиох VIII Грип је оклевао да је погуби из верских и рођачких обзира, али га је његова супруга, Клеопатра Трифена, Клеопатрина рођена сестра, убедила да усмрти заробљеницу. Наредне, 111. п. н. е. Антиох IX Кизички је поново задобио Антиохију и потом је наредио да се Клеопатра Трифаина погуби после тортуре.

## Породично стабло
|  |                      |  |  |  |  |  |  |  |  |  |  |  |  |  |  |  |
|  | 2. Птолемеј IX Латир |  |  |  |  |  |  |  |  |  |  |  |  |  |  |  |
|  |                      |  |  |  |  |  |  |  |  |  |  |  |  |  |  |  |
|  |                      |  |  |  |  |  |  |  |  |  |  |  |  |  |  |  |
|  | 1. Клеопатра IV      |  |  |  |  |  |  |  |  |  |  |  |  |  |  |  |
|  |                      |  |  |  |  |  |  |  |  |  |  |  |  |  |  |  |
|  |                      |  |  |  |  |  |  |  |  |  |  |  |  |  |  |  |
|  | 3. Клеопатра III     |  |  |  |  |  |  |  |  |  |  |  |  |  |  |  |
|  |                      |  |  |  |  |  |  |  |  |  |  |  |  |  |  |  |
|  |                      |  |  |  |  |  |  |  |  |  |  |  |  |  |  |  |